# César Troncoso
César Troncoso Barros (Montevidéu, 5 de abril de 1963) é um ator uruguaio.
Após largar uma ocupação num escritório de contabilidade, fez cursos de artes cênicas e iniciou a carreira no teatro. Além do teatro, atuando em peças no Uruguai e na Argentina, também se dedica ao cinema e à televisão, com trabalhos no Brasil e Espanha, como a novela da Rede Globo, Flor do Caribe e filmes como Faroeste Caboclo ou Paisito.
É detentor de vários prêmios, como: revelação cinematográfica e melhor ator da Asociación de Críticos Cinematográficos del Uruguay, em 2003; 1° Premio no II Encuentro de Teatro Joven, em 1992, entre outros.

## Carreira

### Televisão
| Ano  | Título                                       | Personagem      | Notas                |
| ---- | -------------------------------------------- | --------------- | -------------------- |
| 2009 | Adicciones                                   | Pastor          |                      |
| 2011 | Charly en el aire                            | Padre Miguel    | Episódio :"Religion" |
| 2011 | Charly en el aire                            | Antonio         | Episódio: "Nicotina" |
| 2012 | Filé de Borboleta e Outros Causos            | Alárcon         |                      |
| 2013 | Flor do Caribe                               | Dom Rafael      |                      |
| 2014 | O Caçador                                    | Rafael Ortiz    | Episódio: "Hermanos" |
| 2017 | Supermax: O Inferno em Suas Mentes           | Chorlo Bernazza | 10 episódios         |
| 2017 | Ernesto, o exterminador de seres monstruosos | Espírito Burlão | 2 episódios          |
| 2017 | Amor ao Quadrado                             | Oscar           |                      |
| 2018 | Impuros                                      | Neves           |                      |

### Cinema
| Ano  | Título                                    | Personagem           |
| ---- | ----------------------------------------- | -------------------- |
| 2002 | Perro Perdido                             |                      |
| 2003 | El viaje hacia el mar                     | El desconocido       |
| 2007 | XXY                                       | Washington           |
| 2007 | O Banheiro do Papa                        | Beto                 |
| 2007 | Matar a Todos                             | Ivan                 |
| 2008 | Paisito                                   |                      |
| 2008 | Matrioshka                                | Empregado            |
| 2009 | Mal día para pescar                       | Heber                |
| 2009 | Em teu nome                               | Leo                  |
| 2011 | Hoje                                      | Luiz                 |
| 2012 | Infância Clandestina                      | Daniel / Horacio     |
| 2012 | Circular                                  | Carlos               |
| 2012 | La mujer rota                             | Marido               |
| 2012 | Flacas Vacas                              | Carlos               |
| 2013 | Faroeste Caboclo                          | Pablo                |
| 2013 | O Tempo e o Vento                         | Padre                |
| 2013 | A Oeste do Fim do Mundo                   | León                 |
| 2013 | Esclavo de Díos                           | Comissário           |
| 2013 | Anina                                     | Pai de Anina         |
| 2014 | Tim Maia                                  | Chefão da gravadora  |
| 2015 | O Corpo                                   | Pai                  |
| 2015 | Zanahoria                                 | Walter               |
| 2016 | Elis                                      | Marcos Lázaro        |
| 2016 | O Vendedor de Sonhos                      | Mellon Lincoln Filho |
| 2016 | Os Golfinhos Vão Para o Leste             | Chongo Mario         |
| 2016 | El Mago no viene                          | Eddy (velho)         |
| 2016 | El Candidato                              | Enrique F.           |
| 2016 | Prova de Coragem                          | Tales                |
| 2017 | El Pamparo                                | Marcos               |
| 2017 | El Sereno                                 | Pedro                |
| 2017 | Ojos de Madera                            | Tio                  |
| 2017 | Almofada de Penas                         | Jordan               |
| 2018 | A Superfície da Sombra                    | Domiciano            |
| 2018 | O Avental Rosa                            | Américo              |
| 2018 | Benzinho                                  | Alan                 |
| 2018 | A Outra História do Mundo                 | Gregorio Esnal       |
| 2018 | La noche de 12 años                       | Sargento             |
| 2019 | Meu Mundial - Para Vencer não Basta Jogar | Francisco            |

## Teatro
- ¡Ah, machos!, Tuya, Héctor!
- Las fuentes del abismo
- Zaratustra
- Destino de dos cosas o tres
- El Método Grönholm